# Bionicle : La légende renaît
Pour plus de détails, voir Fiche technique et Distribution.
Bionicle : La légende renaît est un film en images de synthèse sorti directement en DVD en 2009, basé sur l'univers de Bionicle crée par le fabricant de jouets Lego. C'est le quatrième film d'animation produit autour de la franchise Bionicle. 
Distribué par Universal Studios Home Entertainment, le film est une suite autonome de la trilogie de films produite par Miramax Home Entertainment. Il suit l'histoire de la série d'ensemble Bionicle commercialisée en 2009 issue de l'arc de la planète Bara Magna, et présente des personnages différents de ceux de la trilogie originale de films Bionicle. 
Le film est sorti le 15 septembre 2009 aux États-Unis ainsi qu'au Canada, et le 20 octobre 2009 en France. Il met en vedette Mata Nui, dont la voix est interprétée par Michael Dorn en version originale et par Michel Vigné en version française.
La légende renaît devait être le premier film d'une deuxième trilogie, mais la production des suites a été annulée en raison de l'arrêt de la commercialisation de la gamme de jouets Bionicle décidé par Lego en 2010. L'histoire a été conclue par d'autres médias, y compris des bandes dessinées et une histoire en ligne baptisée La Saga de Mata Nui.

## Distribution
- Michael Dorn : Mata Nui
- Jim Cummings : Ackar
- Marla Sokoloff : Kiina
- James Arnold Taylor : Berix et Vastus
- Mark Famiglietti : Gresh
- David Leisure : Metus
- Armin Shimerman : Raanu
- Fred Tatasciore : Tuma
- Jeff Bennett : Strakk et Tarix
- Dee Bradley Baker : Bone Hunters, Skrall et Vorox
- Mark Baldo : un villageois

## Production
Contrairement aux trois premiers films, La légende renaît a été produit par Tinseltown Toons et distribué par Universal Studios Home Entertainment, tandis que la trilogie originale a été produite par Creative Capers Entertainment et distribuée par Miramax Home Entertainment.